# Pilocrocis musalis
Pilocrocis musalis là một loài bướm đêm trong họ Crambidae.